# Bojtos tejelőgomba
A bojtos tejelőgomba (Lactarius citriolens) a galambgombafélék családjába tartozó, Európában honos, lombos erdőkben élő, nem ehető gombafaj. 

## Megjelenése
A bojtos tejelőgomba kalapja 6−17 cm széles, alakja fiatalon bemélyedő, széle begöngyölt; később mélyen tölcséres, széle egyenes. Felszíne ragadós, nyálkás; a perem felé egyre  gyapjasabb-szőrösebb. Színe krémszínű, szürkésfehér vagy halványsárgás, a szélén néha elmosódott sávokkal, foltokkal. 
Húsa kemény, fehér vagy krémszínű (a kalap- és a tönkbőr alatt sárga), levegőn sárguló. Sérülésre kevés fehér tejnedvet ereszt, mely gyorsan citromsárgára színeződik. Szaga savanykás vagy citromos-gyümölcsös, íze eleinte kesernyés, majd fokozatosan csípőssé válik.
Sűrű lemezei tönkhöz nőttek vagy kissé lefutók. Színük fehéres vagy krémszínű.
Tönkje 4−6 cm magas és 2−2,5 cm vastag. Alakja hengeres vagy kissé lefelé vékonyodik, hamar üregesedik. Színe halvány krémszínű. 
Spórapora krémszínű. Spórájának mérete 7−9 x 6−7 µm. 

### Hasonló fajok
A borostásszélű tejelőgomba és a szalmasárga tejelőgomba hasonlít hozzá. 

## Elterjedése és termőhelye
Európában honos. 
Lomberdőkben él, általában nyír, mogyoró, bükk és tölgy alatt, inkább meszes talajon. Júliustól októberig terem. 

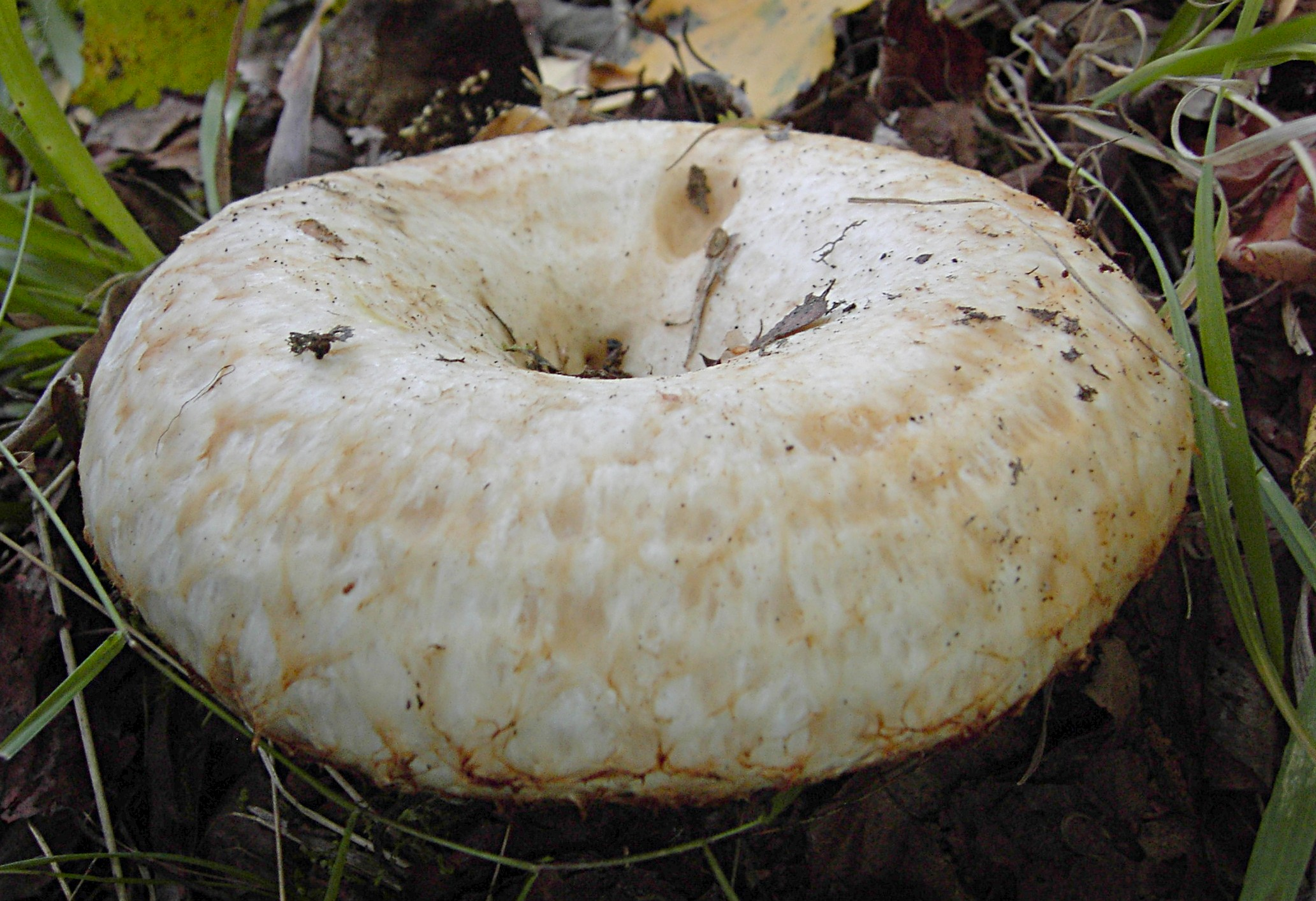
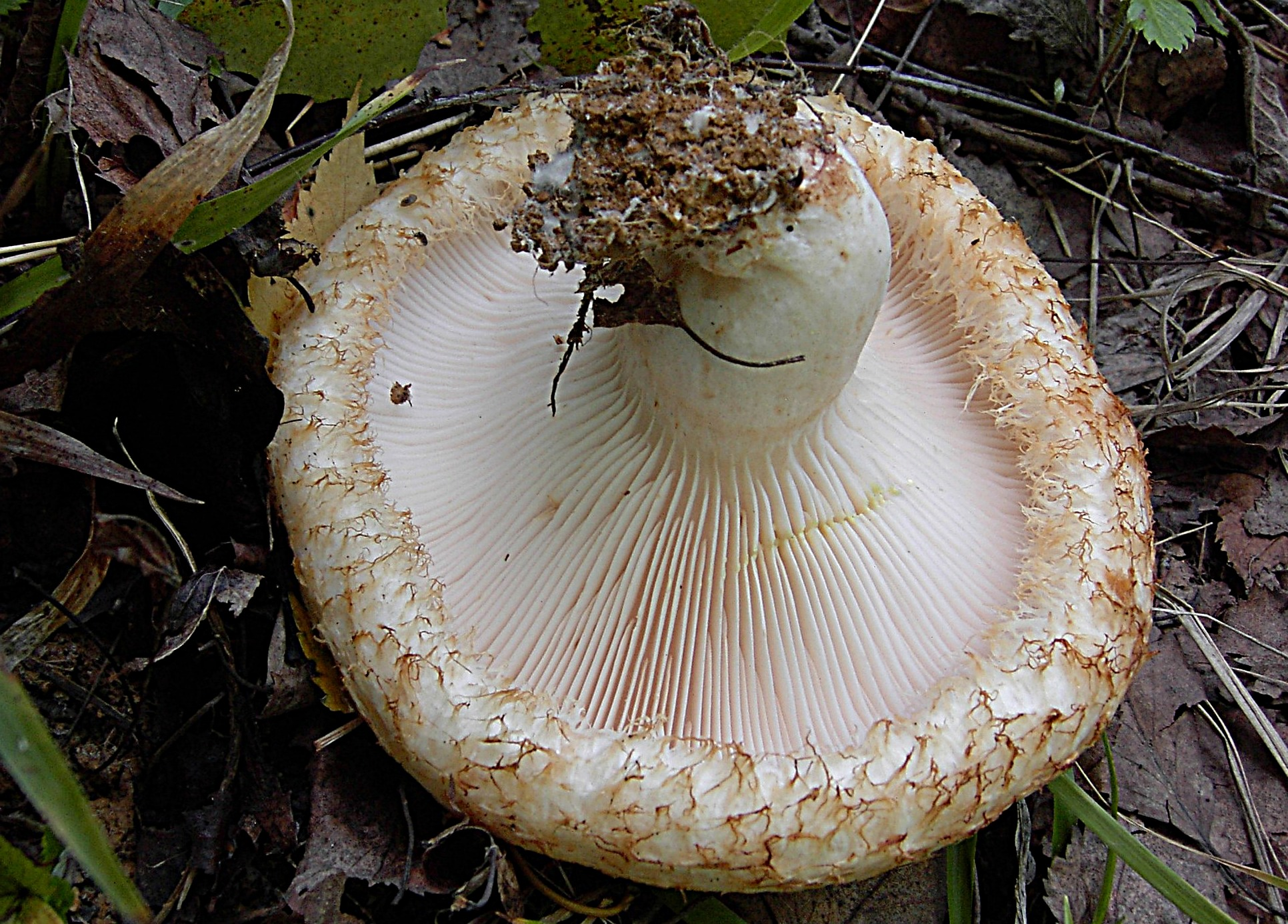
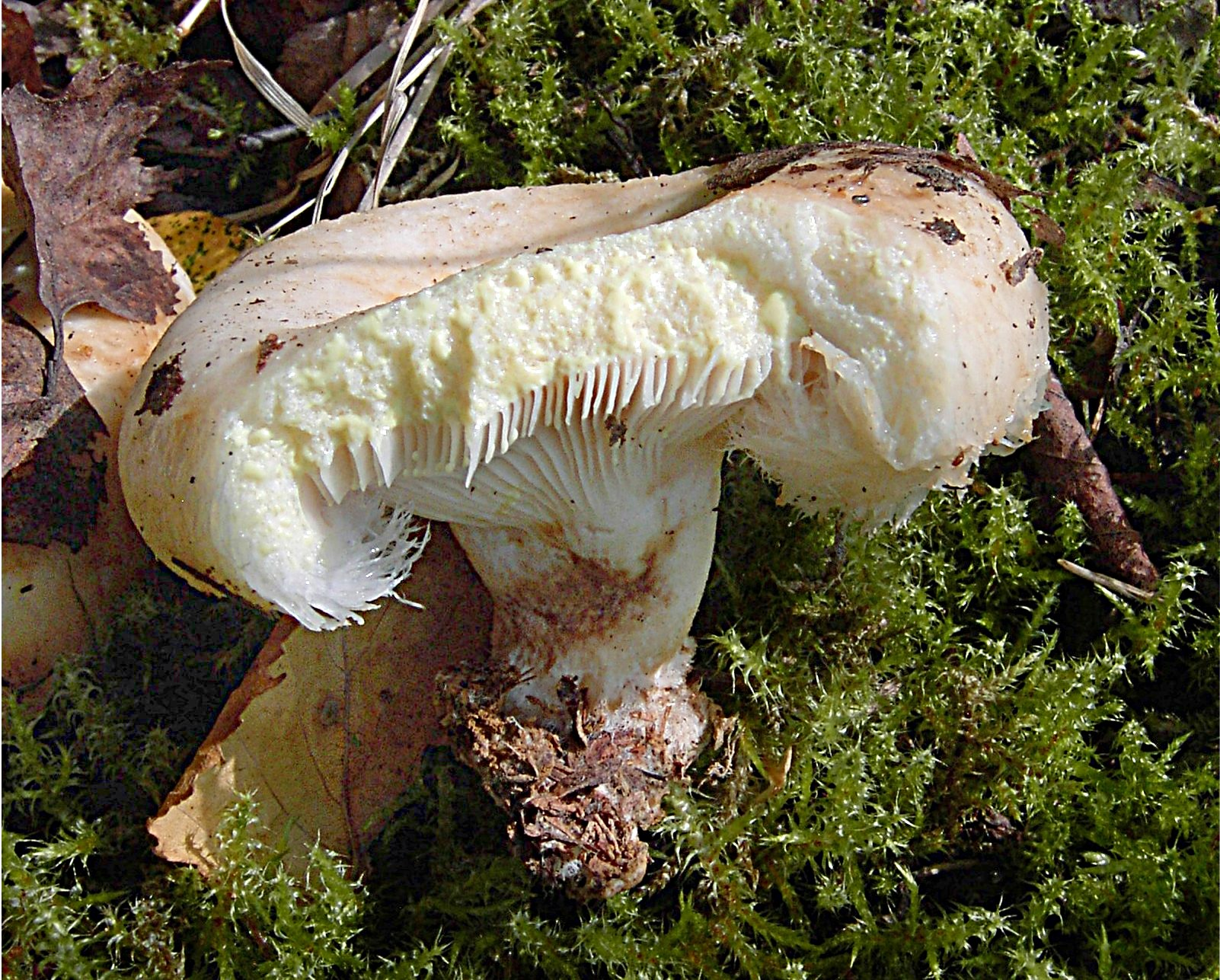
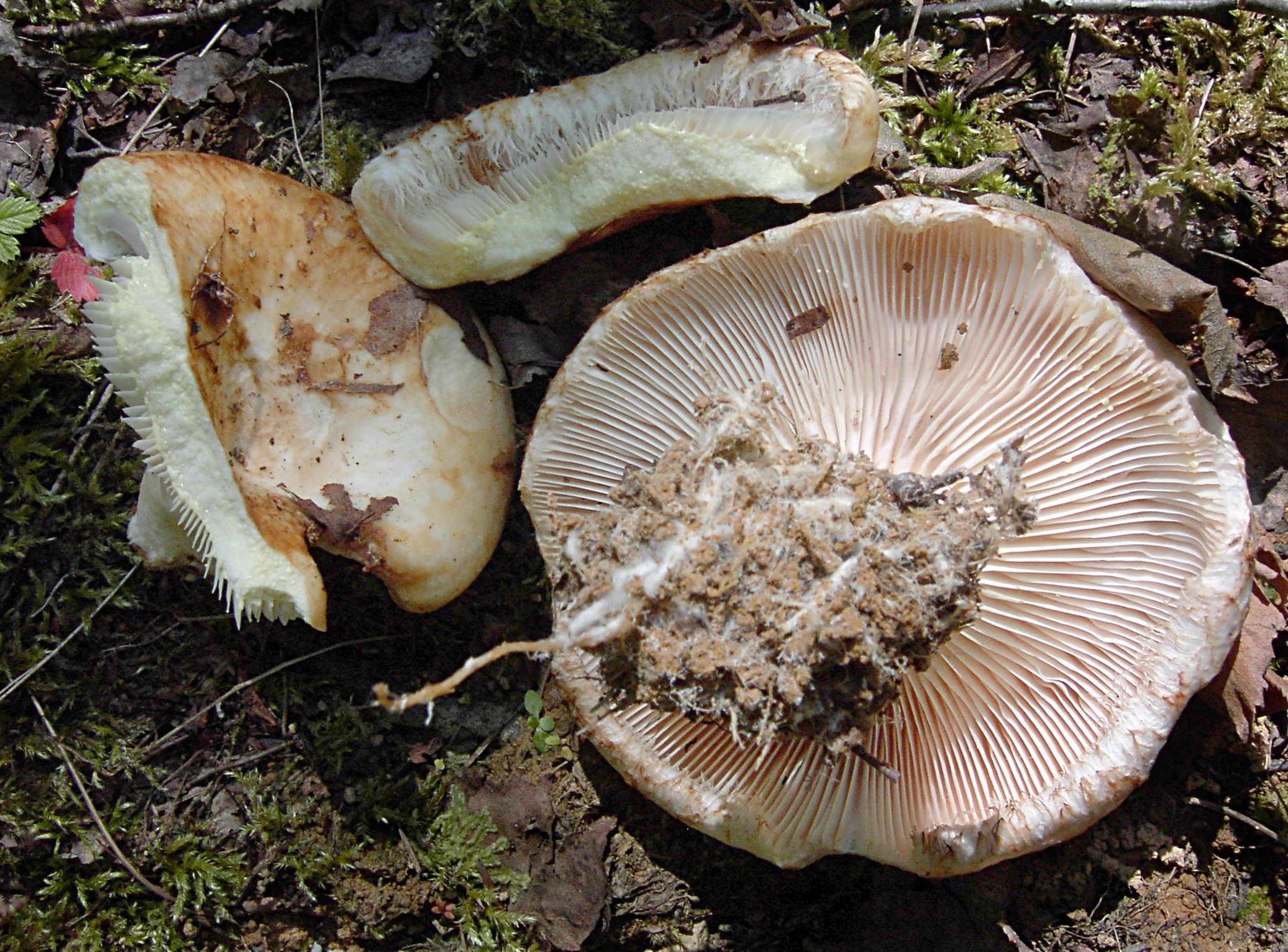
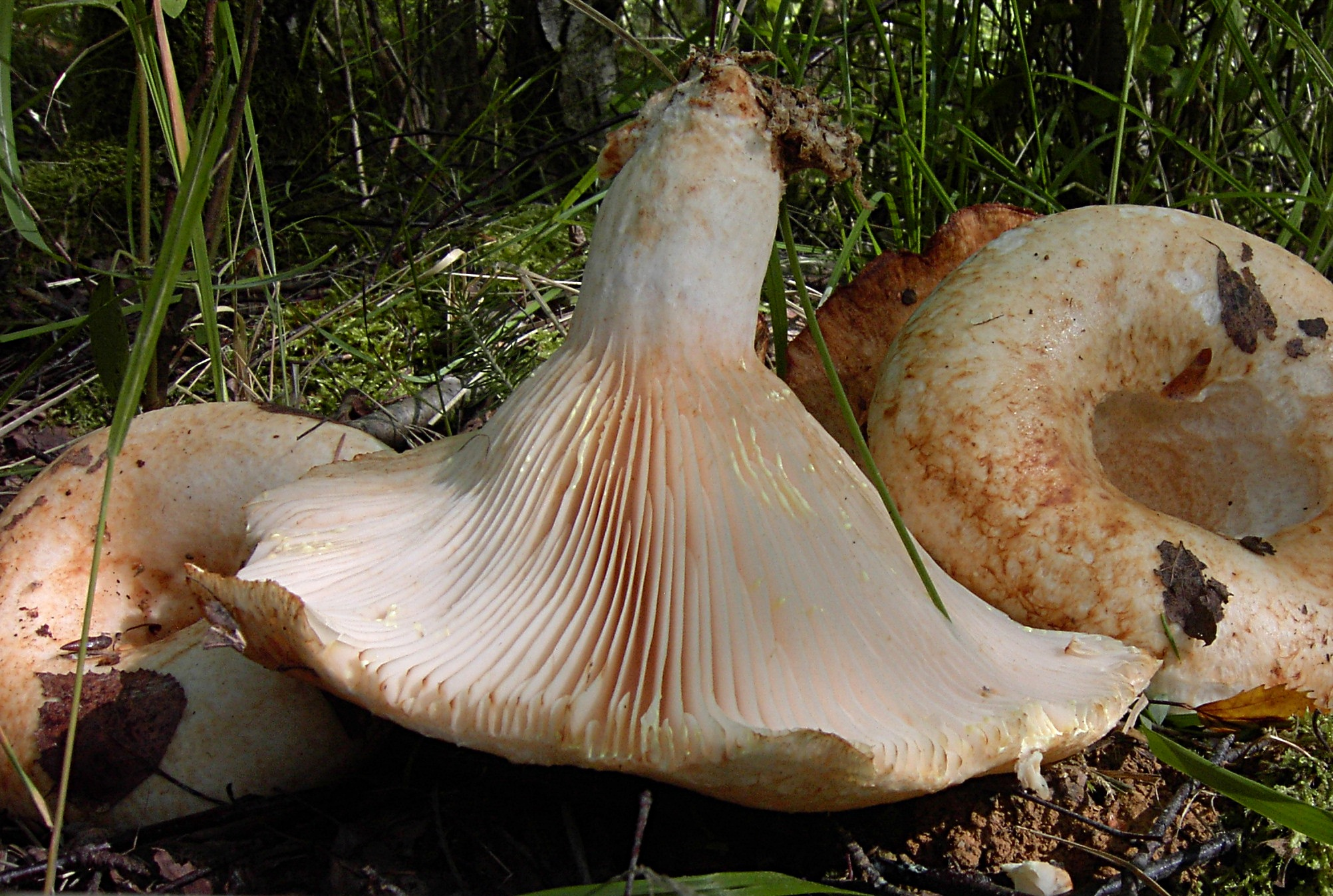

Nem ehető.